# بيت سبرات
آرون ديوين «بيت» سبرات (بالإنجليزية: Aaron Dewain "Pete" Spratt؛ مواليد 9 يناير 1971) هو مقاتل فنون القتال المختلطة أمريكي.

## وصلات خارجية
- بيت سبرات على موقع شيردوغ (الإنجليزية)
- بيت سبرات على موقع IMDb (الإنجليزية)
- بيت سبرات على موقع قاعدة بيانات الفيلم (الإنجليزية)